# Galeodopsis cyrus
Espèce
Synonymes
- Galeodes cyrus Pocock, 1895

Galeodopsis cyrus est une espèce de solifuges de la famille des Galeodidae.

## Distribution
Cette espèce se rencontre en Arabie saoudite, en Irak, en Iran et au Pakistan.

## Description
Le mâle holotype mesure 32 mm.
Les mâles décrits par Roewer en 1934 mesurent de 30 à 32 mm et la femelle 35 mm.

## Publication originale
- Pocock, 1895 : Notes on some of the Solifugae contained in the collection of the British Museum, with descriptions of new species. Annals and Magazine of Natural History, sér. 6, vol. 16, p. 74–98 (texte intégral).